# Jun Takata
Jun Takata (født 6. december 1977) er en tidligere japansk fodboldspiller.
Han har spillet for flere forskellige klubber i sin karriere, herunder Sanfrecce Hiroshima og Vegalta Sendai.